# Mr. & Mrs. X
Mr. & Mrs. X — ограниченная серия комиксов, состоящая из 12 выпусков, которую в 2018—2019 годах издавала компания Marvel Comics.

## Синопсис
Шельма и Гамбит решают пожениться.

### Выпуски
| №  | Дата выхода      | Оценка на Comic Book Roundup    | Предполагаемый объём продаж (первый месяц) |
| -- | ---------------- | ------------------------------- | ------------------------------------------ |
| 1  | 25 июля 2018     | 7,9 из 10 на основе 20 рецензий | 71 396, позиция в Северной Америке — 15    |
| 2  | 22 августа 2018  | 8 из 10 на основе 10 рецензий   | 29 337, позиция в Северной Америке — 73    |
| 3  | 19 сентября 2018 | 8,4 из 10 на основе 8 рецензий  | 24 250, позиция в Северной Америке — 97    |
| 4  | 17 октября 2018  | 7,9 из 10 на основе 8 рецензий  | 21 471, позиция в Северной Америке — 128   |
| 5  | 21 ноября 2018   | 8,2 из 10 на основе 5 рецензий  | 19 611, позиция в Северной Америке — 107   |
| 6  | 12 декабря 2018  | 8,3 из 10 на основе 7 рецензий  | 18 675, позиция в Северной Америке — 104   |
| 7  | 2 января 2019    | 7,9 из 10 на основе 8 рецензий  | 17 864, позиция в Северной Америке — 119   |
| 8  | 13 февраля 2019  | 7,1 из 10 на основе 5 рецензий  | 16 513, позиция в Северной Америке — 105   |
| 9  | 27 марта 2019    | 8 из 10 на основе 6 рецензий    | 16 069, позиция в Северной Америке — 116   |
| 10 | 24 апреля 2019   | 7,4 из 10 на основе 5 рецензий  | 15 627, позиция в Северной Америке — 122   |
| 11 | 22 мая 2019      | 7,8 из 10 на основе 5 рецензий  | 15 120, позиция в Северной Америке — 142   |
| 12 | 26 июня 2019     | 8,3 из 10 на основе 5 рецензий  | 14 802, позиция в Северной Америке — 137   |

### Сборники
| Название                                        | Тип            | Дата выхода     | Собранный материал   | Кол-во страниц | ISBN                             | Предполагаемый объём продаж (первый месяц) |
| ----------------------------------------------- | -------------- | --------------- | -------------------- | -------------- | -------------------------------- | ------------------------------------------ |
| Mr. and Mrs. X Vol. 1: Love and Marriage        | Мягкая обложка | 27 февраля 2019 | Mr. and Mrs. X #1-6  | 136            | 978-1-302-91351-9, 1-302-913-514 | 1 553, позиция в Северной Америке — 22     |
| Mr. and Mrs. X Vol. 2: Gambit and Rogue Forever | Мягкая обложка | 14 августа 2019 | Mr. and Mrs. X #7-12 | 136            | 978-1-302-91352-6, 1-302-913-522 | 1 148, позиция в Северной Америке — 55     |

## Отзывы
На сайте Comic Book Roundup серия имеет оценку 7,9 из 10 на основе 92 рецензий. Джейми Ловетт из ComicBook.com, обозревая дебют, похвалил художника Оскара Базальдуа, отметив лишь одну небольшую проблему в его работе. Джошуа Дэвисон из Bleeding Cool, рассматривая первый выпуск, посчитал, что в нём хорошие диалоги. Мэтью Сибли из Newsarama поставил дебюту 8 баллов из 10 и похвалил художников. Его коллега Пирс Лидон дал первому выпуску оценку 7 из 10 и подметил, что в сценарии «есть определённая лёгкость, которая очень хорошо сочетается с сильными сторонами Оскара Базальдуа как художника».